# کییا شییهاشی
کییا شییهاشی (انگلیسی: Keiya Shiihashi؛ زادهٔ ۲۰ ژوئن ۱۹۹۷) بازیکن فوتبال اهل ژاپن است.